# Darkness on the Edge of Town
| 전문가 평가                   | 전문가 평가 |
| 평가 점수                     | 평가 점수   |
| 출처                          | 점수        |
| ----------------------------- | ----------- |
| AllMusic                      | [ 1 ]       |
| Chicago Tribune               | [ 2 ]       |
| Christgau's Record Guide      | B+          |
| Encyclopedia of Popular Music | [ 4 ]       |
| The Great Rock Discography    | 8/10        |
| MusicHound Rock               | 4.5/5       |
| Pitchfork                     | 9.5/10      |
| Q                             | [ 8 ]       |
| Rolling Stone                 | [ 9 ]       |
| The Rolling Stone Album Guide | [ 10 ]      |

《Darkness on the Edge of Town》은 1978년 6월 2일에 발매된 미국의 싱어송라이터 브루스 스프링스틴의 네 번째 스튜디오 음반이다. 이 음반은 계약상의 의무와 전 매니저인 마이크 애펠과의 법적 다툼으로 야기된 3년간의 음반 간의 격차를 끝냈다.
《Darkness on the Edge of Town》에 대한 리뷰는 압도적으로 긍정적이었다. 비평가들은 특히 이 음반의 주제와 가사의 완성도를 높이 평가했다. 이 곡은 팬들과 비평가들 모두에게 가장 높이 평가된 스프링스틴의 음반 중 하나로 남아 있으며, 몇몇 곡들은 스프링스틴의 라이브 공연의 스테이플이 되었다. 2003년에는 《롤링 스톤》이 선정한 역사상 가장 위대한 음반 500장에서 151위에 올랐다.

## 배경
1975년 8월 발매된 브루스 스프링스틴의 세 번째 정규 음반 《Born to Run》은 스프링스틴을 일약 스타덤에 올리고 세계적인 인기를 구가하게 만들었다. 하지만 음반의 성공에도 스프링스틴은 음악 평론가 및 기자들이 음반이 인기를 끌 자격이 있는지 혹은 스프링스틴을 둘러싼 언론의 선전을 받을 가치가 충분한지에 대한 의문을 제기하는 등 비판을 받았다. 또한 음반 발매 후 스프링스틴은 매니저였던 마이크 애펠과 의견 충돌이 있었는데, 애펠은 라이브 음반을 발매해 《Born to Run》의 성공을 이용하고자 했고, 스프링스틴은 음반의 공동 프로듀서였던 존 랜도와 함께 스튜디오로 돌아가고 싶어했다.
자신의 음반 계약 조건이 불리하다는 것을 깨달은 스프링스틴은 1976년 7월 애펠에게 작품에 대한 소유권을 주장하는 소송을 제기했다. 법적 절차가 이어지는 거의 1년 동안 스프링스틴은 스튜디오에서 녹음을 할 수 없었고, 대신 E 스트리트 밴드(피아니스트 로이 비탄, 색소포니스트 클래런스 클레먼스, 오르가니스트 대니 페데리치, 베이시스트 게리 탈렌트, 기타리스트 스티븐 밴 잰트, 드러머 맥스 와인버그)와 미국과 유럽 투어에 나섰다. 한편 스프링스틴은 뉴저지주 홈델에 위치한 농장에서 40곡에서 70곡에 가까운 노래를 작곡했다. 소송은 1977년 5월 28일 스프링스틴이 애펠과의 계약을 파기하고 스프링스틴의 첫 새 음반에서의 일시금과 로열티를 받는 것으로 정해졌다. 

## 커버 아트
커버샷과 내측 소매 사진은 사진작가 프랭크 스테판코가 뉴저지주 하돈필드 안에서 찍은 것이다. 스프링스틴은 "사진을 보고 '저 사람이 노래에 나오는 사람이에요'라고 말했습니다. 아직 그 남자인 내 부분이 커버에 나오길 바랬어요. 프랭크는 당신의 모든 유명인사의 옷을 벗기고 당신의 본질을 남겼습니다. 그게 바로 그 레코드이었으니까요."

## 곡 목록
모든 곡들은 브루스 스프링스틴에 의해 작사/작곡하였다.
| #  | 제목                       | 재생 시간 |
| -- | -------------------------- | --------- |
| 1. | 〈Badlands〉               | 4:03      |
| 2. | 〈Adam Raised a Cain〉     | 4:32      |
| 3. | 〈Something in the Night〉 | 5:11      |
| 4. | 〈Candy's Room〉           | 2:51      |
| 5. | 〈Racing in the Street〉   | 6:53      |

| #  | 제목                             | 재생 시간 |
| -- | -------------------------------- | --------- |
| 1. | 〈The Promised Land〉            | 4:33      |
| 2. | 〈Factory〉                      | 2:17      |
| 3. | 〈Streets of Fire〉              | 4:09      |
| 4. | 〈Prove It All Night〉           | 3:56      |
| 5. | 〈Darkness on the Edge of Town〉 | 4:30      |

## 인증
| 국가                       | 인증        | 판매량/출하량 |
| -------------------------- | ----------- | ------------- |
| 캐나다 (뮤직 캐나다)       | 플래티넘    | 100,000^      |
| 네덜란드 (NVPI)            | 골드        | 50,000^       |
| 영국 (BPI)                 | 골드        | 100,000^      |
| 미국 (RIAA)                | 3× 플래티넘 | 3,000,000^    |
| ^출하량을 기반으로 한 인증 |             |               |